# Jane Bunnett and Maqueque
Jane Bunnett and Maqueque est un groupe de musique de jazz afro-cubain exclusivement féminin formé par Jane Bunnett.

## Biographie
En 2013, Jane Bunnett fait la rencontre de jeunes musiciennes et compositrices récemment diplômées du conservatoire cubain lors d'une jam session improvisée à l’hôtel Cohiba de La Havane.
Ensembles, elles fondent le groupe Maqueque, une formation musicale exclusivement féminine qui se produira sur les scènes du monde entier.
Avec le groupe Maqueque, Jane Bunnett souhaite mettre en avant les rythmes afro-cubains traditionnels et les harmonies vocales dans une optique de musique jazz.
À travers les années de composition et de concerts, le groupe sera rejoint par de nouveaux membres, tels Daniela Olano, Donna Grantis ou la chanteuse zimbabwéenne, Joanna Majoko, ainsi que par des musiciennes originaires du Liban, de l'Espagne, de la République dominicaine et d'Amérique du Sud,.
Le groupe Jane Bunnett and Maqueque est lauréat d’un prix JUNO de l'Ordre du Canada et a été finaliste lors des Grammy Awards,,.

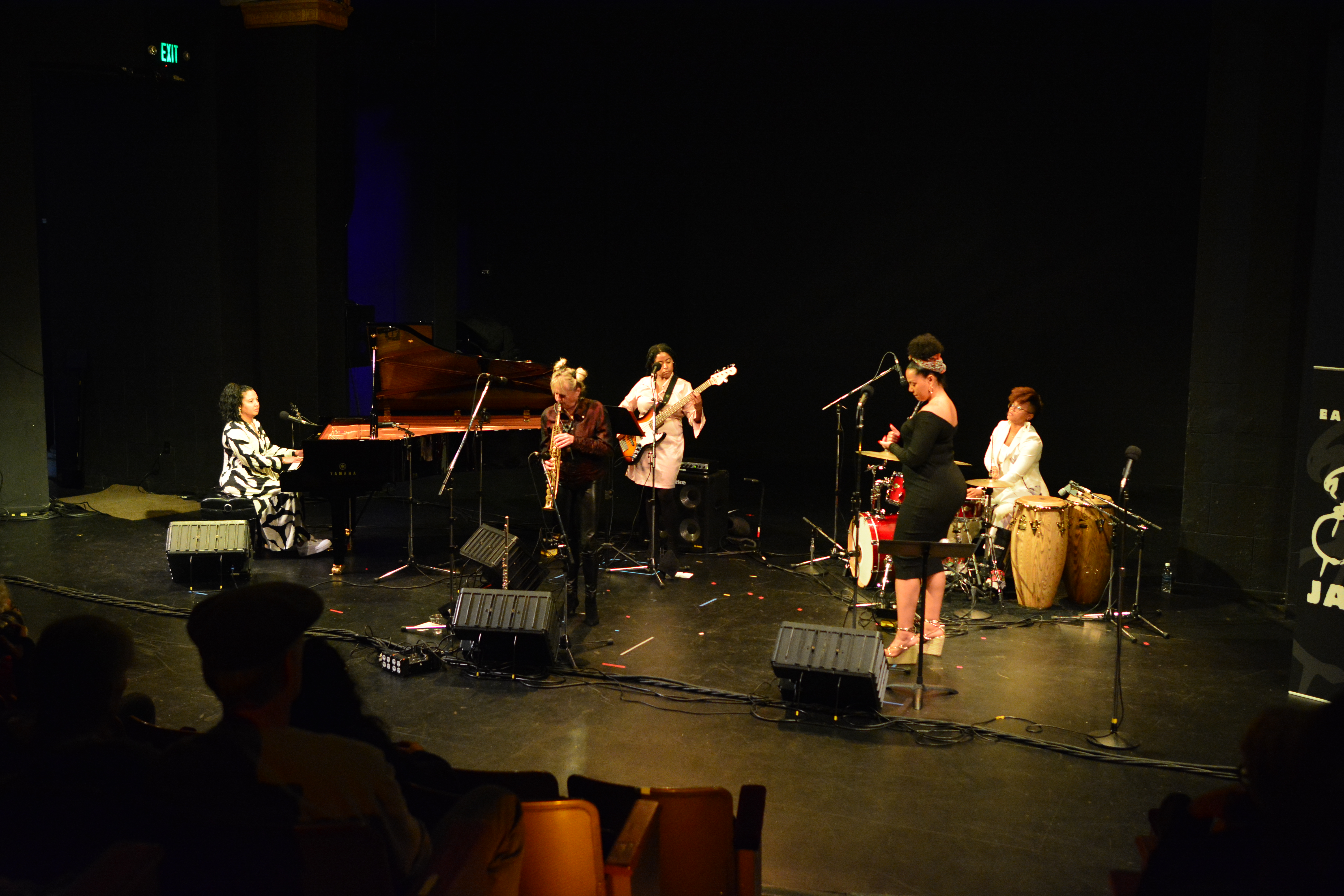
Jane Bunnett and Maqueque au Langston Hughes Performing Arts Center, Seattle, Washington, dans le cadre du 2023 Earshot Jazz Festival. De gauche à droite : Dánae Olano (piano), Jane Bunnett (saxophone soprano), un guitariste basse non identifié, Joanna Tendai Majoko (chant), et Yissy García (batterie).

## Discographie
- 2014 : Jane Bunnett and Maqueque, Linus Entertainment
- 2016 : Oddara, Linus Entertainment
- 2019 : On Firm Ground/Tierra Firme, Linus Entertainment
- 2023 : Playing With Fire, Linus Entertainment